# Neratov (Pardubicei járás)
Neratov település Csehországban, a Pardubicei járásban. Neratov Lázně Bohdaneč, Bukovka, Přelovice és Živanice településekkel határos. Lakosainak száma 174 fő (2024. január 1.).

## Népesség
A település lakosságának változását az alábbi diagram mutatja:
| Lakosok száma | 148  | 157  | 173  | 103  | 102  | 144  | 170  | 165  | 166  | 174  |
|               | 1869 | 1900 | 1921 | 1961 | 1980 | 2011 | 2016 | 2019 | 2021 | 2024 |